# Me Against the World
Albums de 2Pac
Thug Life: Volume 1
(1994) All Eyez on Me
(1996)
Singles
1. Dear Mama
Sortie : 21 février 1995
2. So Many Tears
Sortie : 13 juin 1995
3. Temptations
Sortie : 29 août 1995

Me Against the World est le troisième album studio de Tupac Shakur, sorti le 14 mars 1995. Il est composé de pistes non utilisées de l'époque de Thug Life et de séances de studio des années 1993 et 1994.

## Contenu
Enregistré alors que 2Pac se remettait de la tentative d'assassinat dont il avait été victime le 30 novembre 1994 à New York, cet album a consacré l'attitude de nothing to lose (« rien à perdre ») adoptée par beaucoup de rappeurs depuis la mort de 2Pac. L'album est généralement considéré comme un classique du genre par la communauté hip-hop en raison de son contenu émouvant, notamment la chanson Dear Mama, certains affirmant même que 2Pac arrive tellement à faire ressentir sa musique à son auditeur que celui-ci peut se croire dans sa peau.
Peut-être en raison de ces circonstances, Me Against the World est devenu pour beaucoup l'album le plus représentatif de 2Pac et l'un des plus influents de l'histoire du hip-hop, exprimant un mélange intensément personnel d'émotions et de réactions aux événements de sa vie. De ce fait, l'album a été catalogué optimiste ou pessimiste suivant les points de vue.
Certains des thèmes abordés dans l'album concernent la perte de l'innocence, la paranoïa et parfois le dégout de soi. Une grande attention est accordée à la douleur de survivre en milieu urbain. Mais tous les morceaux ne traitent pas de sujets aussi graves. Certains titres, comme Old School, sont plus nostalgiques, rappelant la jeunesse de 2Pac et les débuts du hip-hop,.
L'album est aussi connu pour des morceaux plus sensibles tels que Dear Mama ou Can U Get Away qui sont un hommage aux femmes qu'aimait 2Pac.

## Production et enregistrement
La production de Me Against the World est considérée par de nombreux critiques comme la meilleure de tous les albums de 2Pac à ce moment de sa carrière. Steve « Flash » Juon, de RapReviews, a donné une note de 10/10 pour la production de cet album et particulièrement pour les morceaux So Many Tears et Temptations.
Jon Parales, du New York Times a comparé la production et les hooks de l'album au style G-funk de Dr. Dre, ajoutant que lorsque « 2Pac ne chante pas, d'autres voix prennent le relais, produisant une harmonieuse mélodie ».
James Bernard, du magazine Entertainment Weekly, n'était pas aussi enthousiaste, remarquant que « la voix de 2Pac se perdait dans le mixage ».
L'album a été enregistré dans dix studios différents tandis que le mastering était réalisé par Bernie Grundman.
Bien qu'à l'origine Me Against the World a été publié par Interscope Records, Amaru Entertainment, le label de la mère de 2Pac, a réédité l'album à deux reprises.

## Critique et succès commercial

### Accueil critique
Le critique Steve Huey, de AllMusic, lui décerna cinq étoiles et déclara que « c'était l'album [de Shakur] le plus thématiquement cohérent » et qu'« il pourrait bien être son meilleur album ».
Steve « Flash » Juon de RapReviews, remarqua que l'album « n'était pas seulement un album fondamental de Shakur mais l'un des plus importants et des plus cohérents albums de rap des années 90 ».
Cheo H. Coker de Rolling Stone déclara que c'était le meilleur album de 2Pac et lui décerna trois étoiles et demi sur cinq.
Jon Pareles, du New York Times, donna également une critique favorable, comparant 2Pac à « un Saint Augustin du gangsta rap » en raison de l'ambivalence entre la nature profonde de Shakur et son mode de vie de gangster.

### Succès commercial
Cet album est sorti alors que 2Pac était emprisonné pour agression sexuelle, ce qui eut un impact important sur les ventes, le classant numéro un du Billboard 200 et du Top R&B/Hip-Hop Albums. 2Pac fut ainsi le premier artiste à avoir un album à la première place des charts alors qu'il est incarcéré. L'album débuta à la première place et resta à cette position pendant cinq semaines. Il s'écoula 240 000 exemplaires durant la première semaine et fut certifié double disque de platine par la Recording Industry Association of America (RIAA) à la fin de l'année 1995.
En 2011, les ventes de Me Against the World atteignent 3 524 627 exemplaires sur le territoire américain.

## Récompenses
Me Against the World a remporté le Soul Train Music Award du « Meilleur album rap » en 1996.
L'album a également été nommé « Meilleur album rap » et le single Dear Mama « Meilleure performance solo rap » lors des 38e Grammy Awards,.
En 2008, la National Association of Recording Merchandisers, en collaboration avec le Rock and Roll Hall of Fame, a désigné Me Against the World comme l'un des « albums les plus influents et populaires », le classant numéro 170 sur une liste de 200 autres albums réalisés par des artistes dans différents genres musicaux.

## Liste des titres
| No  | Titre                                                                                 | Contient un (des) sample(s) de | Durée |
| --- | ------------------------------------------------------------------------------------- | --- | ----- |
| 1.  | Intro (featuring Sarah Diamond, Debby Hambrick, Jay Jensen, Jill Jones & Dan O'Leary) | | 1:40  |
| 2.  | If I Die 2Nite                                                                        | Tonight is the Night de Betty Wright Deep Cover de Dr. Dre featuring Snoop Doggy Dogg Tonight de Kleeer | 4:01  |
| 3.  | Me Against the World (featuring Dramacydal)                                           | Walk on By d'Isaac Hayes Inside My Love de Minnie Riperton | 4:40  |
| 4.  | So Many Tears                                                                         | That Girl de Stevie Wonder | 3:59  |
| 5.  | Temptations                                                                           | Computer Love de Zapp Watch Yo Nuggets de Redman featuring Erick Sermon Sing a Simple Song de Sly and the Family Stone | 5:00  |
| 6.  | Young Niggaz                                                                          | She's Strange de Cameo Sing a Simple Song de Sly and the Family Stone | 4:53  |
| 7.  | Heavy in the Game (featuring Lady Levi & Richie Rich)                                 | Interpolation de Just Be Good to Me de The SOS Band | 4:23  |
| 8.  | Lord Knows                                                                            | All I Ask des Blackbyrds | 4:31  |
| 9.  | Dear Mama                                                                             | Sadie des Spinners In My Wildest Dreams de Joe Sample | 4:40  |
| 10. | It Ain't Easy                                                                         | Float On des Floaters | 4:53  |
| 11. | Can U Get Away                                                                        | Happy Feelin's de Maze featuring Frankie Beverly | 5:45  |
| 12. | Old School                                                                            | We Share des Soul Searchers Brooklyn's in the House de Cutmaster D.C. Dedication de Brand Nubian Adventures of Super Rhyme (Rap) de Jimmy Spicer My Adidas de Run–DMC Rock the Bells de LL Cool J Eric B. Is President d'Eric B. & Rakim | 4:40  |
| 13. | Fuck the World                                                                        | We Share des Soul Searchers | 4:13  |
| 14. | Death Around the Corner                                                               | Winter Sadness de Kool & the Gang | 4:07  |
| 15. | Outlaw (feat. Dramacydal)                                                             | Interpolation de Murder Was the Case (DeathAfterVisualizingEternity) de Snoop Doggy Dogg featuring Dat Nigga Daz | 4:32  |

## Classements
| Classement (1995)             | Meilleure place |
| ----------------------------- | --------------- |
| États-Unis (Billboard 200)    | 1               |
| Royaume-Uni (UK Albums Chart) | 90              |
| Allemagne (Media Control AG)  | 23              |
| Suède (Sverigetopplistan)     | 40              |

## Certifications
| Région                                                                                                 | Certification | Ventes/Streams |
| --- | ------------- | -------------- |
| États-Unis (RIAA)                                                                                      | 2 × Platine   | 3,524,567^     |
| *Ventes selon la certification ^Mise en rayon selon la certification xNon précisé par la certification |               |                |

## Personnel
- Directeur artistique : Eric Altenburger
- Producteurs : Easy Mo Bee, Sam Bostic, D-Flizno Production Squad, Brian G, Shock G, Johnny « J », Karlin, Mike Mosley, Tony Pizarro, SoulShock, Le-morrious « Funky Drummer » Tyler & Moe Z.M.D.
- Coproducteurs : DF Master Tee, Ezi Cut, Jay-B, Moses & Jill Rose
- Ingénieurs du son : Paul Arnold, Kevin « KD » Davis, Jay Lean, Eric Lynch, Bob Morris, Tim Nitz, Tony Pizarro & Mike Schlesinger
- Guitare : Ronnie Vann
- Mixage : Paul Arnold, Kevin « KD » Davis, Jeff Griffin, Jay Lean, Tony Pizarro & SoulShock
- Voix : Tupac Shakur, Kim Armstrong, Eboni Foster, Reggie Green, Puff Johnson, Jill Rose, Richard Serrell & Natasha Walker